# Campionati del mondo di atletica leggera indoor 2025 - 60 metri piani femminili
La gara dei 60 metri piani femminili dei campionati del mondo di atletica leggera indoor 2025 si è svolta il 22 marzo 2025 a Nanchino.

## Podio
| Pos.    | Atleta                 | Nazionalità | Tempo |
| ------- | ---------------------- | ----------- | ----- |
| Oro     | Mujinga Kambundji      | Svizzera    | 7"04  |
| Argento | Zaynab Dosso           | Italia      | 7"06  |
| Bronzo  | Patrizia van der Weken | Lussemburgo | 7"07  |

## Situazione pre-gara

### Record
Prima di questa competizione, il record del mondo e il record dei campionati erano i seguenti.
| Record                | Prestazione | Atleta                  | Data e luogo                                                   | Competizione                     |
| --------------------- | ----------- | ----------------------- | -------------------------------------------------------------- | -------------------------------- |
| Record mondiale       | 6"92        | Irina Privalova Russia  | 18 febbraio 1993 Madrid, Spagna 9 febbraio 1995 Madrid, Spagna |                                  |
| Record dei campionati | 6"95        | Gail Devers Stati Uniti | 12 marzo 1993 Toronto, Canada                                  | Campionati del mondo indoor 1993 |

## Qualificazioni
Per i 60 metri piani femminili il periodo di qualifica andava dal 1º settembre 2024 al 9 marzo 2025. Le atlete potevano ottenere la qualificazione rientrando nello standard di 7"15 (o di 10"90 nei 100 metri) con una wildcard o in base al loro piazzamento nel World Athletics Rankings.

## Risultati

### Batterie di qualificazione
Le batterie di qualificazione si sono tenute il 22 marzo a partire dalle ore 11:15.
Passano alle semifinali le prime tre atlete di ogni batteria (Q) e le successive sei atlete più veloci (q).

#### Batteria 1
| Pos | Corsia | Atleta                 | Nazionalità | Tempo | Note |
| --- | ------ | ---------------------- | ----------- | ----- | ---- |
| 1   | 3      | Zaynab Dosso           | Italia      | 7"09  | Q    |
| 2   | 2      | Kishawna Niles         | Barbados    | 7"22  | Q    |
| 3   | 7      | Audrey Leduc           | Canada      | 7"25  | Q    |
| 4   | 4      | Polyniki Emmanouilidou | Grecia      | 7"28  | q    |
| 5   | 5      | Maria Mihalache        | Romania     | 7"34  |      |
| 6   | 8      | Viktória Forster       | Slovacchia  | 7"39  |      |
| -   | 6      | Beatrice Masilingi     | Namibia     | dns   |      |

#### Batteria 2
| Pos | Corsia | Atleta                 | Nazionalità  | Tempo       | Note                                     |
| --- | ------ | ---------------------- | ------------ | ----------- | ---------------------------------------- |
| 1   | 8      | Jodean Williams        | Giamaica     | 7"20        | Q                                        |
| 2   | 2      | Patrizia van der Weken | Lussemburgo  | 7"21 (.203) | Q                                        |
| 3   | 6      | Destiny Smith-Barnett  | Liberia      | 7"21 (.210) | Q                                        |
| 4   | 5      | Camille Rutherford     | Bahamas      | 7"25        | q                                        |
| 5   | 4      | Chen Yujie             | Cina         | 7"34        |                                          |
| 6   | 7      | Guadalupe Torrez       | Bolivia      | 7"58        |                                          |
| 7   | 3      | Valentina Meredova     | Turkmenistan | 7"68        | Miglior prestazione personale stagionale |

#### Batteria 3
| Pos | Corsia | Atleta               | Nazionalità   | Tempo | Note |
| --- | ------ | -------------------- | ------------- | ----- | ---- |
| 1   | 2      | Zoe Hobbs            | Nuova Zelanda | 7"18  | Q    |
| 2   | 7      | Mikiah Brisco        | Stati Uniti   | 7"20  | Q    |
| 3   | 3      | Boglárka Takács      | Ungheria      | 7"24  | Q    |
| 4   | 6      | Ana Carolina Azevedo | Brasile       | 7"31  |      |
| 5   | 8      | Gloria Hooper        | Italia        | 7"36  |      |
| 6   | 5      | Maja Mihalinec Zidar | Slovenia      | 7"40  |      |
| 7   | 4      | Natasha Chetty       | Seychelles    | 7"80  |      |

#### Batteria 4
| Pos | Corsia | Atleta            | Nazionalità               | Tempo | Note |
| --- | ------ | ----------------- | ------------------------- | ----- | ---- |
| 1   | 6      | Mujinga Kambundji | Svizzera                  | 7"20  | Q    |
| 2   | 2      | Rani Rosius       | Belgio                    | 7"23  | Q    |
| 3   | 8      | Torrie Lewis      | Australia                 | 7"25  | Q    |
| 4   | 4      | Beyonce Defreitas | Isole Vergini Britanniche | 7"26  | q    |
| 5   | 3      | Sade McCreath     | Canada                    | 7"27  | q    |
| 6   | 5      | Maboundou Koné    | Costa d'Avorio            | 7"33  |      |
| 7   | 7      | Lucija Potnik     | Slovenia                  | 7"68  |      |

#### Batteria 5
| Pos | Corsia | Atleta            | Nazionalità       | Tempo | Note |
| --- | ------ | ----------------- | ----------------- | ----- | ---- |
| 1   | 7      | Ewa Swoboda       | Polonia           | 7"16  | Q    |
| 2   | 8      | Liang Xiaojing    | Cina              | 7"17  | Q    |
| 3   | 5      | Natasha Morrison  | Giamaica          | 7"20  | Q    |
| 4   | 3      | Géraldine Frey    | Svizzera          | 7"26  | q    |
| 5   | 2      | Michelle-Lee Ahye | Trinidad e Tobago | 7"28  | q    |
| 6   | 6      | Dimitra Tsoukala  | Grecia            | 7"46  |      |
| 7   | 4      | Natacha Ngoye     | Rep. del Congo    | 7"59  |      |

#### Batteria 6
| Pos | Corsia | Atleta               | Nazionalità       | Tempo | Note                                     |
| --- | ------ | -------------------- | ----------------- | ----- | ---------------------------------------- |
| 1   | 6      | Joella Lloyd         | Antigua e Barbuda | 7"21  | Q                                        |
| 2   | 7      | Amy Hunt             | Gran Bretagna     | 7"26  | Q                                        |
| 3   | 2      | Julia Henriksson     | Svezia            | 7"31  | Q                                        |
| 4   | 8      | Ella Connolly        | Australia         | 7"35  |                                          |
| 5   | 4      | Ann Marii Kivikas    | Estonia           | 7"40  |                                          |
| 6   | 3      | Kristina Marie Knott | Filippine         | 7"42  |                                          |
| 7   | 5      | Leah Sandavene       | Angola            | 7"70  | Miglior prestazione personale stagionale |

### Semifinali
Le semifinali si sono tenute il 22 marzo a partire dalle ore 20:15.
Passano alla finale le prime due atlete di ogni batteria (Q) e le successive due atlete più veloci (q).

#### Semifinale 1
| Pos | Corsia | Atleta             | Nazionalità       | Tempo | Note |
| --- | ------ | ------------------ | ----------------- | ----- | ---- |
| 1   | 3      | Zaynab Dosso       | Italia            | 7"07  | Q    |
| 2   | 4      | Amy Hunt           | Gran Bretagna     | 7"15  | Q    |
| 3   | 6      | Liang Xiaojing     | Cina              | 7"17  | q    |
| 4   | 5      | Joella Lloyd       | Antigua e Barbuda | 7"25  |      |
| 5   | 7      | Natasha Morrison   | Giamaica          | 7"25  |      |
| 6   | 1      | Michelle-Lee Ahye  | Trinidad e Tobago | 7"31  |      |
| 7   | 2      | Julia Henriksson   | Svezia            | 7"35  |      |
| 8   | 8      | Camille Rutherford | Bahamas           | 7"41  |      |

#### Semifinale 2
| Pos | Corsia | Atleta                 | Nazionalità   | Tempo | Note |
| --- | ------ | ---------------------- | ------------- | ----- | ---- |
| 1   | 5      | Patrizia van der Weken | Lussemburgo   | 7"12  | Q    |
| 2   | 3      | Mujinga Kambundji      | Svizzera      | 7"12  | Q    |
| 3   | 4      | Zoe Hobbs              | Nuova Zelanda | 7"12  | q    |
| 4   | 3      | Torrie Lewis           | Australia     | 7"23  |      |
| 5   | 7      | Boglárka Takács        | Ungheria      | 7"55  |      |
| 6   | 6      | Kishawna Niles         | Barbados      | 7"32  |      |
| 7   | 1      | Polyniki Emmanouilidou | Grecia        | 7"33  |      |
| 8   | 8      | Sade McCreath          | Canada        | 7"35  |      |

#### Semifinale 3
| Pos | Corsia | Atleta                | Nazionalità               | Tempo | Note |
| --- | ------ | --------------------- | ------------------------- | ----- | ---- |
| 1   | 3      | Ewa Swoboda           | Polonia                   | 7"11  | Q    |
| 2   | 6      | Rani Rosius           | Belgio                    | 7"15  | Q    |
| 3   | 4      | Mikiah Brisco         | Stati Uniti               | 7"19  |      |
| 4   | 5      | Jodean Williams       | Giamaica                  | 7"22  |      |
| 5   | 2      | Audrey Leduc          | Canada                    | 7"22  |      |
| 6   | 8      | Géraldine Frey        | Svizzera                  | 7"24  |      |
| 7   | 7      | Destiny Smith-Barnett | Liberia                   | 7"29  |      |
| 8   | 1      | Beyonce Defreitas     | Isole Vergini Britanniche | 7"38  |      |

### Finale
La finale si è tenuta il 22 marzo alle ore 21:18.
| Pos     | Corsia | Atleta                 | Nazionalità   | Tempo | Note                          |
| ------- | ------ | ---------------------- | ------------- | ----- | ----------------------------- |
| Oro     | 6      | Mujinga Kambundji      | Svizzera      | 7"04  |                               |
| Argento | 3      | Zaynab Dosso           | Italia        | 7"06  |                               |
| Bronzo  | 4      | Patrizia van der Weken | Lussemburgo   | 7"07  |                               |
| 4       | 5      | Ewa Swoboda            | Polonia       | 7"09  |                               |
| 5       | 7      | Amy Hunt               | Gran Bretagna | 7"11  |                               |
| 6       | 1      | Zoe Hobbs              | Nuova Zelanda | 7"13  |                               |
| 7       | 2      | Rani Rosius            | Belgio        | 7"14  |                               |
| 8       | 8      | Liang Xiaojing         | Cina          | 7"14  | Miglior prestazione personale |